# Parafia św. Maksymiliana Marii Kolbego w Zagajach
Parafia świętego Maksymiliana Marii Kolbego w Zagajach – parafia rzymskokatolicka znajdująca się w archidiecezji warmińskiej, w dekanacie Górowo Iławeckie.